# Бубі (народ)
Бу́бі (також бубе, фернандці, єдійє, адіджа) — африканський народ в Екваторіальній Гвінеї. Первинне місце проживання — острів Біоко. Загальна чисельність — близько 61 тис. осіб, 55 тис. із них проживають в Екваторіальній Гвінеї. Входить до етнічної групи банту.

## Історія
Острів Біоко бубі заселили у XIII столітті, після того як їх зігнали з континенту інші народи банту.
Коли 1968 року Екваторіальна Гвінея отримала незалежність від Іспанії, президентом став Франсиско Масіас Нгема. За його режиму було страчено, загибло у в'язницях чи емігрувало понад 2/3 народу (залишилось 80 тис. осіб). Це було пов'язано з тим, що президент вбачав загрозу в інтелігенції, а бубі здавна вважались джерелом розумних і заможних людей. З того часу ситуація покращилась не сильно, оскільки нині при владі племінник Франсиско Масіаса Нгеми — Теодоро Обіанг Нгема Мбасого, який також належить до народності фанґ, що має перевагу над бубі у кілька разів. У політиці країни бубі мають слабкий вплив.

## Традиційні заняття
Займаються підсічно-вогневим землеробством, вирощують ямс, просо, банани. Також торгують кавою й какао та збирають плоди оливної пальми. Розвинено різьблення по дереву.

## Суспільство
Проживають великими родинами у сільських громадах, де розвинуті матрилінійні роди. Поселення є невеликими, де житлові будівлі — хижі з деревинними стінами й дахами з ліан і папороті.

## Культура

### Мова
Спілкуються мовою бубі бантоїдної групи мов. Існує 3 основних діалекти, поширених у різних частинах острова: північний, південно-західний і південно-східний. Вони, у свою чергу, поділяються на незначні варіації.

### Культура
Основу культури складають пісні, казки та прислів'я. Відомі виготовленням традиційних музичних інструментів леєбо — прикрашених дзвоників з кількома язичками.

### Релігія
Більшість бубі сповідують католицизм, але є й протестанти, адвентисти сьомого дня та методисти. Залишились також прихильники традиційних вірувань.